# Mara Maionchi
Mara Maionchi (Bologna, 22 aprile 1941) è una produttrice discografica, personaggio televisivo e opinionista italiana.

## Biografia
Nasce a Bologna il 23 aprile 1941. La famiglia era composta dal padre, originario di Lucca, dalla madre, originaria di Como, e da una sorella maggiore. Nel 1953, dopo alcuni problematici anni scolastici, decide di abbandonare gli studi. Nella sua autobiografia dal titolo Non ho l'età (Rizzoli Editore, 2009) racconta il motivo di tale scelta: "Lo studio e la sottoscritta appartenevano a due universi paralleli, di quelli che non si incontrano mai." Prima di accedere al mondo discografico lavora in varie aziende di diverso tipo: una società di spedizioni internazionali, un'azienda di prodotti antiparassitari per l'agricoltura, una ditta di sistemi antincendio.

### Ingresso nella discografia
Nel 1967 trova impiego presso la casa discografica Ariston Records tramite un annuncio del Corriere della Sera.
I primi artisti con i quali collabora sono Ornella Vanoni e Mino Reitano. Durante il suo primo Sanremo (1968) segue, oltre alla stessa Vanoni con Casa bianca, anche Mario Guarnera con Un uomo piange solo per amore e Anna Identici con Quando m'innamoro, all'epoca grande successo commerciale.

### Dalla Numero Uno alla Fonit Cetra
La permanenza all'Ariston Records dura fino al 1969 quando Mogol e Lucio Battisti fondano la Numero Uno e chiamano Mara Maionchi a lavorare per la neonata etichetta in qualità di addetta stampa di artisti come Formula 3, Premiata Forneria Marconi, Tony Renis.
Nel 1975 trova occupazione alla Dischi Ricordi, in cui ricopre il ruolo di responsabile editoriale. In questi anni scopre Gianna Nannini, a cui offre un contratto di esclusiva editoriale. Qualche anno più tardi diventa direttrice artistica della stessa azienda e inizia a seguire il percorso musicale di Eduardo De Crescenzo (che porta al Festival di Sanremo 1981 con il brano Ancora, la sua canzone più celebre), Dori Ghezzi e Fabrizio De André.
Nel 1983 le viene offerta la direzione artistica della Fonit Cetra, nota casa discografica per metà a partecipazione statale. In questo periodo contribuisce a rilanciare la carriera dell'allora sconosciuto Mango, reduce da un esordio poco riuscito con la RCA.

### Dalla Nisa alla Non ho l'età
Sempre nel 1983 Mara e suo marito Alberto Salerno fondano l'etichetta Nisa, che prende il nome dal nome d'arte di Nicola Salerno, padre di Alberto. Ha inizio una ricca e florida stagione di successi negli anni 2000, primo tra i quali quello di Tiziano Ferro che inizia una lunga collaborazione con la casa che ha prodotto tre dei suoi album.
Nel 2006, dopo ventitré anni di esperienza con la Nisa, Mara e il marito decidono di creare una nuova etichetta indipendente che viene chiamata Non ho l'età, in riferimento alla canzone scritta dal suocero Nicola Salerno nel 1964 per Gigliola Cinquetti, con lo scopo di aiutare nuovi talenti ad emergere. La Non ho l'età ha cessato la sua attività nel 2015, cedendo il proprio catalogo editoriale e fonografico a Curci Editore.

### Il successo televisivo:X Factor,Amici,Io CantoeXtraFactor
Nel 2008 le viene proposto di diventare giudice a X Factor, un importante talent show. Accetta e prende parte alle prime quattro edizioni del programma fino all'autunno del 2010. Nella prima e nella seconda edizione è affiancata da Simona Ventura e Morgan, nella terza da Morgan e Claudia Mori e nella quarta da Elio, Enrico Ruggeri e Anna Tatangelo.
Nella stagione televisiva 2008-2009 viene inserita come co-conduttrice nella puntata del sabato di Scalo 76, un'altra trasmissione musicale, presentata insieme a Francesco Facchinetti. Nel 2009 pubblica la sua autobiografia, dal titolo Non ho l'età, edita da Rizzoli.

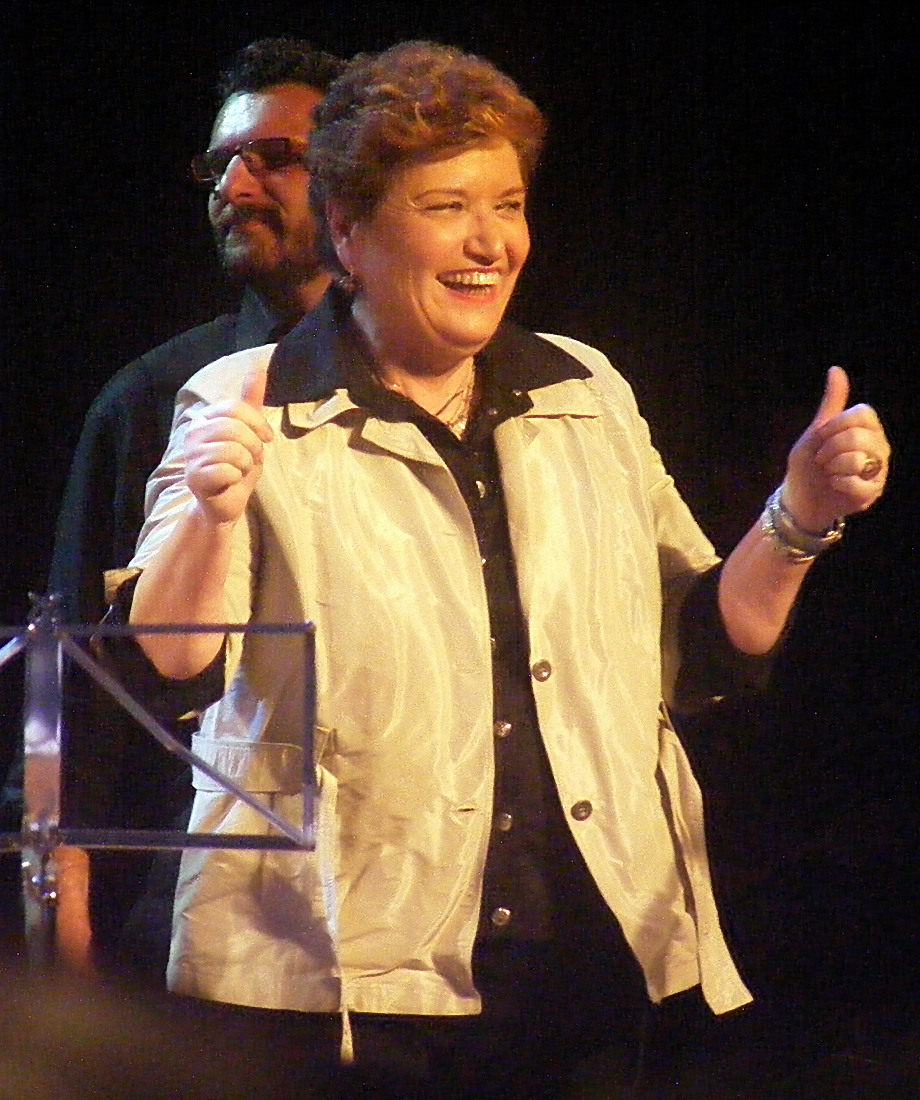
Mara Maionchi nel 2009

Nella 6ª puntata di X-Factor 4 Francesco Facchinetti propone in anteprima il primo singolo della discografica da artista, disponibile su iTunes a partire dal 13 ottobre 2010. Il brano, un ironico remix dance che mescola l'elettronica con la voce di Mara Maionchi, è intitolato Fantastic ed è accreditato a My Own Key feat. Mara Maionchi, titolo che ha un chiaro gioco fonetico con la lingua inglese basato sul suono del cognome di quest'ultima. La Maionchi ha affermato di voler devolvere in beneficenza tutta la parte di ricavato a lei destinata. Il singolo raggiunge la seconda posizione della Top Digital Download, la classifica ufficiale stilata dalla Federazione Industria Musicale Italiana. Nel novembre del 2010 è uscita la prima applicazione per iPhone dedicata a Mara: Fantastic Mara.
Il 2 dicembre 2010 la Maionchi ha partecipato come concorrente al talent show benefico di Canale 5 Let's dance condotto da Claudio Amendola e Vanessa Incontrada. Nello stesso anno lavora anche come attrice, nel film natalizio di Aldo, Giovanni e Giacomo dal titolo La banda dei Babbi Natale.
Dall'11 gennaio 2011 diventa ospite fissa nella fase serale della decima edizione di Amici di Maria De Filippi. Dall'ottobre dello stesso anno prende parte al corpo docenti dell'undicesima edizione del programma, fortemente voluta da Maria De Filippi, ruolo che le verrà confermato anche per la dodicesima edizione nella stagione televisiva 2012-2013. Gerardo Pulli, uno dei suoi allievi, si classifica al primo posto nella categoria canto e in seguito ottiene un contratto discografico con la EMI. Nel 2012 è protagonista in uno spot pubblicitario televisivo per la Telecom Italia, insieme a Nicola Savino, di cui interpreta l'appiccicosa madre. Nello stesso anno diventa presidente di giuria di Videofestival live, manifestazione canora per nuovi talenti la cui finale viene trasmessa ogni anno da Canale Italia, ruolo che rivestirà anche negli anni successivi.
Nell'autunno del 2013 diventa caposquadra nella quarta edizione del talent show Io canto, con Claudio Cecchetto e Flavia Cercato. Nell'aprile del 2014 esordisce come conduttrice radiofonica nel programma Benvenuti nella giungla, su Radio 105 assieme a Gianluigi Paragone. A ottobre dello stesso anno torna a X Factor, giunto all'ottava edizione, non come giudice, ma nel ruolo di conduttrice del talk show Xtra Factor su Sky Uno. Ricopre lo stesso ruolo anche per la nona e la decima edizione di X-Factor.
Il 19 maggio 2017 viene annunciata la sua partecipazione alla 11ª edizione di X-Factor, nuovamente in veste di giudice. In questa edizione il vincitore risulta essere il cantante Lorenzo Licitra. Dal 16 febbraio 2018 è nell'Academy di Sanremo Young, il nuovo talent show di Rai 1. Il 29 maggio 2018 viene riconfermato il suo ruolo di giudice anche nella 12ª edizione di X Factor, dove vince il rapper Anastasio.
Il 10 giugno 2019 viene confermato, per la terza edizione consecutiva, il suo ruolo di giudice a X-Factor, per poi ottenere un posto in giuria in un altro noto talent show, Italia's Got Talent, nel cui cast comparirà anche nel 2022.
Viene confermata nella giuria dello show anche nell'anno successivo. Nel 2021 è opinionista assieme a Iva Zanicchi nel programma Venus Club condotto da Lorella Boccia su Italia 1. A marzo 2021 debutta alla co-conduzione di LOL - chi ride è fuori a fianco di Fedez su Amazon Prime mentre alla fine di ottobre partecipa come capo-squadra in Game of Talents su TV8 insieme a Frank Matano e Alessandro Borghese.
Nel 2022 torna a Italia's Got Talent e conduce con Sandra Milo e Orietta Berti il docu-reality Quelle brave ragazze. Dallo stesso anno è tra gli ospiti fissi del programma Che tempo che fa, prima su Rai 3 e poi sul Nove.
Nel 2023 e nel 2024 è stata, insieme a Gabriele Corsi, commentatrice italiana dell'Eurovision Song Contest. 

## Vita privata
Mara Maionchi ha sposato nel 1976 Alberto Salerno, paroliere e produttore discografico, figlio di Nicola Salerno, anch'egli paroliere. Dal matrimonio sono nate due figlie, Giulia (1977) e Camilla (1981), che l'hanno resa nonna di tre nipoti. 
È stata assessore ai servizi sociali nel comune di San Fermo della Battaglia, dove ha risieduto per alcuni decenni, nel periodo 1997-1999 e nel 2001 ha sfiorato l'elezione a sindaco del comune perdendo per 142 voti contro il candidato Pierluigi Mascetti.
La Maionchi è testimonial del GILS, ovvero Gruppo Italiano per la Lotta alla Sclerodermia.

## Televisione
- X Factor (Rai 2, 2008-2010; Sky Uno, 2017-2019) Giudice
- Scalo 76 (Rai 2, 2008-2009)
- Let's Dance (Canale 5, 2010) Concorrente
- Amici di Maria De Filippi (Canale 5, 2011-2013) Insegnante
- Videofestival Live (Canale Italia, 2012-2016) Giudice
- Festival di Castrocaro (Rai 1, 2012, 2016) Giudice
- Io canto (Canale 5, 2013) Caposquadra
- Xtra Factor (Sky Uno, 2014-2016)
- Il Processo del Lunedì (Rai 3, 2015-2016) Opinionista
- The Real (TV8, 2017) Opinionista
- Celebrity Masterchef (Sky Uno, 2017) Concorrente
- The winner is... (Canale 5, 2017) Giudice
- Sanremo Young (Rai 1, 2018) Giudice
- Il supplente (Rai 2, 2018) Professoressa
- Italia's Got Talent (Sky Uno, TV8,  2019-2022; Disney+, dal 2023) Giudice
- RTL 102.5 Power Hits Estate (TV8, RTL 102.5, 2020)
- LOL - Chi ride è fuori (Prime Video, 2021)
- Venus Club (Italia 1, 2021) Opinionista
- Game of Talents (TV8, 2021) Caposquadra
- Quelle brave ragazze (Sky Uno, 2022-2023)
- Nudi per la vita (Rai 2,  2022)
- Che tempo che fa (Rai 3,  2022-2023; Nove, dal 2023) Ospite fisso
- LOL Xmas Special: Chi ride è fuori (Prime Video, 2022) Concorrente
- Eurovision Song Contest (Rai 2, Rai 1, 2023-2024) Commentatrice
- Non sono una signora (Rai 2, 2023) Giudice
- L'acchiappatalenti (Rai 1,  2024) coach, vincitrice
- GialappaShow (TV8, 2024)

## Filmografia

### Cinema
- La banda dei Babbi Natale, regia di Paolo Genovese (2010)
- Gli Squallors, regia di Carla Rinaldi e Michele Rossi - documentario (2013)
- La vita da grandi, regia di Greta Scarano (2025)

### Televisione
- I delitti del BarLume – serie TV, episodi 4x01-5x01-5x02 (2018)

### Doppiaggio
- Coco - Mamá Coco Rivera (parte parlata)
- Un film Minecraft - Malgosha

Audiolibri
- Poirot a Styles Court di Agatha Christie (2025)

## Radio e Podcast
- Benvenuti nella giungla (Radio 105, 2014-2016)
- Miseria e nobiltà (RTL 102.5, 2018)

Podcast
- Podcaz con Camilla Salerno (dal 2025)

## Discografia
- 2010 – Fantastic

## Libri
- Non ho l'età, Mara Maionchi, Rizzoli Editore, 2009
- Il primo anno va male, tutti gli altri sempre peggio, Mara Maionchi & Alberto Salerno, Baldini & Castoldi, 2016
- Se non sbagli non sai che ti perdi. Tenta, fallisci, riprova, divertiti. Consigli per chi non vuole smettere di sognare, Mara Maionchi & Rudy Zerbi, Longanesi, 2019